# Empeaux
Empeaux – miejscowość i gmina we Francji, w regionie Oksytania, w departamencie Górna Garonna.
Według danych na rok 1990 gminę zamieszkiwały 142 osoby, a gęstość zaludnienia wynosiła 31 osób/km² (wśród 3020 gmin regionu Midi-Pyrénées Empeaux plasuje się na 921. miejscu pod względem liczby ludności, natomiast pod względem powierzchni na miejscu 1523.).